# Werner Korff
Frank Werner Korff (Berlino, 18 dicembre 1911 – Boca Raton, 11 febbraio 1999) è stato un hockeista su ghiaccio tedesco.

## Palmarès

### Olimpiadi invernali
- Bronzo a Lake Placid 1932 nell'hockey su ghiaccio.